# Минная банка
Ми́нная ба́нка — элемент минного заграждения, состоящий из нескольких мин, поставленных кучно. Определяется координатами (точкой) постановки. Типичны 2-, 3- и 4-минные банки. Банки большего размера применяются редко. Характерна для постановки  подводными лодками, или надводным кораблями.
Сочетание минных банок, минных линий, минных полос и отдельных мин создает минное поле в районе.